# Chlorodrepanis
Chlorodrepanis – rodzaj ptaków z rodziny łuszczakowatych (Fringillidae).

## Występowanie
Rodzaj obejmuje gatunki występujące na Hawajach.

## Morfologia
Długość ciała 11 cm, masa ciała 10,5–19,5 g.

## Systematyka

### Etymologia
Nazwa rodzajowa pochodzi od greckiego słowa χλωρος khlōros – „zielony” oraz nazwy rodzaju Drepanis Temminck, 1820.

### Gatunek typowy
Himatione stejnegeri S.B. Wilson

### Podział systematyczny
Takson wyodrębniony ostatnio z Hemignathus. Do rodzaju należą następujące gatunki:
- Chlorodrepanis virens (J.F. Gmelin, 1788) – hawajka zielona
- Chlorodrepanis flava (Bloxam, 1827) – hawajka żółtozielona
- Chlorodrepanis stejnegeri (S.B. Wilson, 1889) – hawajka oliwkowa